# あざやかな微笑
「あざやかな微笑」（あざやかなほほえみ）は、1979年1月21日に発売された、石川ひとみの3枚目のシングル。

## 解説
- B面の「らぶ・とりーとめんと」は、1982年11月7日に早稲田大学で開催された学園祭ライブで選曲されている。（アルバム『キャンパス ライブ』収録）

## 収録曲
- 両楽曲共に、作詞：森雪之丞

1. あざやかな微笑（3分40秒）
作曲：西島三重子／編曲：大村雅朗
2. らぶ・とりーとめんと（3分26秒）
作曲・編曲：大村雅朗